# 游宏炳
游宏炳（1958年1月—），福建人，汉族，中华人民共和国政治人物，全国政协委员。
加入中国农工民主党，担任农工党中央委员、原秘书长。2008年，当选第十一届全国政协委员，代表中国农工民主党，分入第十组。